# Luciano Zani
Luciano Zani (Cormons, 13 dicembre 1907 – Milano, 13 maggio 1992) è stato un militare italiano insignito della medaglia d'oro al valor militare a vivente nel corso della seconda guerra mondiale.

## Biografia
Nacque a Cormons, provincia di Udine, il 13 dicembre 1907, figlio di Adelmo e Fidalma Pizzul. Nel 1929 conseguì il diploma di ragioniere presso l'Istituto tecnico di Udine, e nel gennaio 1930, venne chiamato a prestare servizio militare di leva nel Regio Esercito ed  ammesso a frequentare la Scuola allievi ufficiali di complemento della specialità alpini del Corpo d'armata di Milano. Nominato sottotenente fu assegnato in servizio al 3º Reggimento alpini, e dopo aver prestato servizio di prima nomina fu posto in congedo nel febbraio 1931. Assunto come dirigente presso la Federazione provinciale degli industriali di Trieste, riprese gli studi presso quella Università e si laureò in economia e commercio nel 1940. Promosso tenente dopo un periodo di richiamo a domanda nell'8º Reggimento alpini nel marzo 1940, ritornò in servizio attivo a domanda nel febbraio 1941 destinato in Albania dove raggiunse il 6º Reggimento alpini impegnato sul fronte greco-albanese con il battaglione alpini "Val Chiese", ritornando In Italia nel mese di luglio con il suo reparto. Ricoprì poi l'incarico di istruttore al corso per sciatori alpini del costituendo battaglione alpini "Monte Cervino" nel gennaio 1942 e nel successivo mese di luglio partiva per la Russia, come comandante della 255ª Compagnia del battaglione alpini "Val Chiese". Si distinse nel settembre successivo quale comandante del reparto esploratori, venendo decorato con una medaglia d'argento al valor militare. Dopo aver strenuamente contrastata l’offensiva sovietica del dicembre 1942 nel settore tenuto dalla 2ª Divisione alpina "Tridentina" sul fiume Don, guidò i suoi alpini nei nuovi durissimi combattimenti nella critica fase del ripiegamento dei reparti dell'ARMIR. Il 20 gennaio 1943, dopo una marcia di circa 50 km nella neve alta, con temperatura di 45 gradi sotto lo zero e tra le continue insidie nemiche, conquistava Nowa Karkowka. Rimasto ferito gravemente, e più volte, il 26 gennaio nella difesa della stazione ferroviaria di Nikolajewka, veniva rimpatriato a bordo di un treno ospedale il 6 febbraio successivo, e ricoverato negli ospedali militari di Bolzano e di Stresa, venendo dimesso nell'agosto 1944. Posto in congedo assoluto nel febbraio 1945, nel luglio 1949 fu promosso capitano con anzianità 15 febbraio 1943. Nel 1951 si trasferì a Milano dove esercitò la professione di Dottore commercialista fino al 13 maggio 1992, anno in cui si spense. Fu per dodici anni, fino alla data della morte, dirigente dell’Istituto Internazionale di Studi sul Futurismo. La salma riposta attualmente nel cimitero di Cormons.